# Addax
Addaxen eller mendesantilopen (Addax nasomaculatus) er et dyr i underfamilien hesteantiloper af skedehornede pattedyr. Den er den eneste art i Addax-slægten. Addaxen lever i Sahara og er kendetegnet ved sine lange, snoede horn, der for hunnernes vedkommende bliver 55-80 cm og for hannernes 70-85 cm. Skulderhøjden for hunnerne er 95-110 cm og for hannerne 105-115 cm. Pelsens farve varierer med årstiderne; om vinteren er den grålig-brun med hvide områder på bagpartiet og benene samt langt, brunt hår på hoved, hals og skuldre, og om sommeren er pelsen næsten helt hvid eller sandfarvet.
Det naturlige habitat for addaxerne er tørre områder som halvørken og sandede eller stenprægede ørkenområder. De æder hovedsageligt græs og blade af buske og er veltilpassede til deres liv i meget tørre områder, idet de kan leve uden vand i lange perioder. Addaxerne samler sig typisk i grupper på op til tyve individer bestående af både hunner og hanner. Gruppens leder er den ældste hun. Addaxerne bevæger sig relativ langsomt, og derfor er de lette byttedyr for fjenderne, som omfatter løver, mennesker, hyænehunde, geparder og leoparder. Parringstiden ligger primært om vinteren og i det tidlige forår.
Addaxen er kritisk truet ifølge IUCN. Den er meget sjælden i sine naturlige leveområder, men er til gengæld ganske udbredt i fangenskab. Tidligere var der mange addaxer i Nordafrika, og den findes fortsat i små områder af Tchad, Mauretanien og Niger, mens den er udryddet i Algeriet, Egypten, Sudan, Libyen og Vestsahara. Den er genudsat i Marokko og Tunesien.